# Zurück im Sommer
Zurück im Sommer (Originaltitel: Fireflies in the Garden) ist ein US-amerikanisches Filmdrama aus dem Jahr 2008. Regie führte Dennis Lee, der, angeregt durch ein Gedicht von Robert Frost, auch das Drehbuch schrieb.

## Handlung
Der Schriftsteller Michael Taylor reist zu einem Familienfest in seinen Heimatort im Mittleren Westen der Vereinigten Staaten. Dort erfährt er, dass seine Mutter Lisa bei einem Unfall gestorben ist. Michael streitet erneut mit seinem Vater Charles, der die Familie dominiert.
In Rückblenden werden Jahre zurückliegende Ereignisse gezeigt, an die sich Michael erinnert. Während eines Sommers besuchte Jane Lawrence ihre ältere Schwester Lisa, die mit dem Gedanken spielte, ihren Mann zu verlassen.
Am Ende erfährt Michael, dass seine Ex-Ehefrau schwanger ist. Er zerstört das früher verfasste Manuskript des Buches über seine Kindheit und Familienverhältnisse.

## Hintergründe
Die Produktion des Films wurde von Senator Entertainment finanziert. Der Film wurde in Austin (Texas), in Bastrop (Texas) und in Smithville (Texas) im Frühjahr 2007 gedreht.
Die Weltpremiere fand am 12. Februar 2008 auf der Berlinale 2008 statt. Im Gegensatz zum Originaltitel kommen die Glühwürmchen (englisch fireflies) im deutschen Titel nicht vor. Der Film startete in den deutschen Kinos am 7. August 2008.

## Kritiken
Dave McNary schrieb am 8. Februar 2007 in der Online-Ausgabe der Zeitschrift Variety, der mit einem Oscar für seinen während des Studiums gedrehten Kurzfilm Jesus Henry Christ ausgezeichnete Dennis Lee habe im Film eigene Erlebnisse verarbeitet. Der Film thematisiere die „Komplexität der Liebe und der Hingabe in einer Familie, die mit einer unerwarteten Tragödie konfrontiert sei“. („Semiautobiographical story centers on the complexities of love and commitment in a family torn apart when faced by an unexpected tragedy.“)
Tatiana Siegel bezeichnete in der Zeitschrift The Hollywood Reporter vom 9. Februar 2007 den damals noch geplanten Film als ein „Ensembledrama“.
Carolin Ströbele schrieb am 14. Februar 2008 in der Online-Ausgabe der Zeitung Die Zeit, der Film sei „ein fader Streifen“. Man habe ihn „als großes Familien-Epos angekündigt“, er erweise sich jedoch „als eine Ansammlung nichtssagender Begegnungen“. Er berge „nicht die geringsten familiären Abgründe“; die „im Film angekündigten Untiefen“ seien „allenfalls Pfützen“. „Nicht einmal Darstellern wie Emily Watson und Willem Dafoe“ gelinge es, „ihren holzschnittartigen Figuren auch nur den Hauch von Lebendigkeit zu verleihen“. Julia Roberts spiele „wie immer sich selbst“ – „ziemlich blutleer, so wie der ganze Film“.